# Град (фильм)
«Град» (азерб. Dolu) — художественный фильм азербайджанского режиссёра Эльхана Джафарова, снятый в 2012 году на тему Первой карабахской войны по мотивам одноимённого романа Агиля Аббаса, который также является и сценаристом картины. Фильм снят по государственному заказу на киностудии «Азербайджанфильм». Композитор фильма Полад Бюльбюль-оглы.
Съемки фильма проходили в Исмаиллинском и Агдамском районах, в Баку и др. В ролях снялись такие актёры как народный артист Азербайджана Фуад Поладов, заслуженные артисты Мамед Сафа, Шамиль Сулейманов, Пярвиз Багиров, Фархад Исрафилов. Премьера фильма состоялась в Центре кино «Низами» 2 августа 2012 года, в День национального кино Азербайджана.
Помощь в создании фильма оказал командир Шамкирского корпуса, Национальный герой Азербайджана Ровшан Акперов.

## Сюжет
Фильм повествует о трудностях, которые преодолевает небольшой азербайджанский отряд добровольцев во время Первой карабахской войны. Также рассказывается о взятии армянскими вооружёнными формированиями Агдама (см. Битва за Агдам). В конце фильма командир отряда через линию фронта переходит на занятую армянами территорию, при этом вокруг него появляются фигуры уже погибших его фронтовых друзей — «Дракона», «Тигра» и других.

## В ролях
| Актёр             | Роль             |
| ----------------- | ---------------- |
| Мамед Сафа        | Командир         |
| Рза Рзаев         | Дракон           |
| Эльвин Ахмедов    | Тигр             |
| Фуад Поладов      | Первый секретарь |
| Шамиль Сулейманов | учитель          |
| Фархад Исрафилов  | офицер милиции   |
| Вусал Муртузалиев | журналист        |
| Гюльзар Курбанова | мать Тигра       |

## Отзывы
Мы снимали фильм о Карабахе за пределами Карабаха. Пока мы не находимся там. Но это не освобождает фильм от патетики и элементов плакатного жанра… «Dolu», в первую очередь, является общественно-политической и художественной работой, а не фильмом о Ромео и Джульетте. Здесь имеется и патетика, и чувство героизма, и вера в собственный народ и его национальное самосознание. Ведь мы не проиграли войну.Из интервью режиссёра фильма Эльхана Джафарова журналу «Fokus»
Я лично смотрел эту ленту и думаю, что фильм «Град», посвященный карабахской тематике,
скажет своё новое слово в кино.Министр культуры и туризма Азербайджана Абульфас Гараев

## Съёмочная группа
- Режиссёр: Эльхан Джафаров[азерб.]
- Продюсер: Мушвиг Хатамов
- Сценарист: Агиль Аббас
- Оператор: Надир Мехдиев[азерб.]
- Композитор: Полад Бюльбюль-оглы
- Редактор: Рамиз Фаталиев